# 9781 Jubjubbird
A 9781 Jubjubbird (ideiglenes jelöléssel 1994 UB1) a Naprendszer kisbolygóövében található aszteroida. Yoshisada Shimizu és Urata Takesi fedezte fel 1994. október 31-én.